# 村島章恵
村島 章恵（むらしま あきよし、1948年〈昭和23年〉9月14日 - ）は、NHKの元アナウンサー。

## 経歴
東京都立江戸川高等学校、慶應義塾大学卒業後の1972年4月、NHKにアナウンサーとして入局。初任地の宮崎を振り出しに、盛岡、新潟、東京アナウンス室、山形、沖縄、北九州と各地を転勤した。
2008年9月に定年退職したが、同年10月からはディレクターとしてNHKラジオ第1放送の深夜番組『ラジオ深夜便』を担当している。

## 現在の担当番組
- ラジオ深夜便（NHKラジオ第1放送） - インタビューコーナー（「明日へのことば」など）

## 過去の担当番組
- リバスタ音楽館（北九州勤務時）